# Gioacchino Türje
Gioacchino Türje (in ungherese Türje nembeli Joachim; ... – fl. 1216) fu un nobile ungherese vissuto della prima metà del XIII secolo. Conte di Hermannstadt intorno al 1210, fu il primo a ricoprire tale ruolo di cui si ha conoscenza, oltre che capostipite della famiglia aristocratica degli Szentgróti.

## Biografia

### Origini e discendenza
Gioacchino, riportato anche dalle fonti medievali nella versione Ivachin o Iwachin, discendeva dalla famiglia Türje, originaria del comitato di Zala. Suo padre Gecse I fu il primo membro noto della famiglia. Aveva almeno tre fratelli: Dionigi I, il padre del potente barone Dionigi II, Gecse II, che fu ispán dei comitati di Zala (1225) e di Bars (1236-1240). Una sorella ignota viene menzionata da un documento del 1254, riferendosi in particolare al suo stato di vedova di un membro maschio defunto della famiglia Ákos. Gioacchino ebbe due figli dalla sconosciuta moglie: Tommaso, il quale partecipò alla battaglia di Mohi, in seguito ricoprì la carica di ispán di Karakó e infine fu progenitore della discendenza degli Szentgróti. Il figlio minore di Gioacchino fu Filippo, un influente prelato della seconda metà del XIII secolo che ricoprì la carica di vescovo di Zagabria dal 1247 o 1248 al 1262, e di arcivescovo di Strigonio dal 1262 fino alla sua morte, oltre a risultare un fidato confidente della famiglia reale ungherese.

### Carriera militare
Gioacchino fu un fedele soldato di Andrea II d'Ungheria e, intorno al 1210, fu il primo conte di Hermannstadt (o Szeben; in ungherese szebeni ispán) di cui si ha notizia e, in tale veste, fu a capo dei sassoni di Transilvania localizzati nella regione più ampia di Hermannstadt (oggi Sibiu, in Romania). Quando quell'anno scoppiò una rivolta a Vidin contro Boril di Bulgaria, il sovrano bulgaro non fu in grado di reprimere la ribellione senza aiuti esterni e si rivolse ad Andrea II, ricordandogli «la loro affidabile amicizia». Per tutta risposta, il sovrano ungherese inviò Gioacchino a guidare un esercito di sassoni, valacchi, siculi e peceneghi attraverso i Carpazi per combattere al fianco di Boril di Bulgaria contro tre capi ribelli cumani, secondo un documento della corona risalente al 1250. Il documento lascia intendere che i quattro gruppi etnici furono sottomessi ai conti di Hermannstadt all'inizio del XIII secolo. Gioacchino per primo sconfisse i tre capi cumani che cercavano di fermare la sua invasione, uccidendone due sul campo di battaglia, mentre il terzo, Karas, fu catturato e spedito alla corte reale ungherese come prigioniero. In seguito, l'esercito di Gioacchino marciò lungo il Danubio fino a Vidin e assediò il castello. Secondo il documento del 1250, le truppe magiare incendiarono due porte del forte e «combatterono con valoroe». Lo stesso Gioacchino fu gravemente ferito nello scontro, ma Vidin fu catturato e restituito a Boril, sedando l'insurrezione ai suoi danni.
In virtù dei suoi servigi, a Gioacchino furono concesse delle terre a Slanje (la moderna Croazia) e nel comitato di Varasdino. Quattro decenni dopo, Béla IV d'Ungheria emanò una carta reale a Giavarino il 23 giugno 1250, che divenne l'unica fonte di informazioni sulla campagna militare di Gioacchino. Nel documento, il re confermò Tommaso e Filippo, figli del defunto Gioacchino, nei possedimenti terrieri ereditati dal padre, descrivendo i meriti dei tre membri della famiglia Türje. Gioacchino partecipò anche alla campagna militare di Andrea contro il principato di Galizia nel 1211. Funse da pristaldus (commissario reale o "balivo") nel 1214, quando il comes Nicola fu introdotto nel possesso delle terre di Lendva (la moderna Lendava, in Slovenia).